# Aeolothripidae
 Aeolothripidae zijn een familie van tripsen (Thysanoptera). De familie kent 29 geslachten.